# تشارلي شريم
تشارلز شريم الرابع (بالإنجليزية: Charlie Shrem)‏ (من مواليد 25 نوفمبر 1989) رجل أعمال أمريكي ومدافع عن البيتكوين .  شارك في تأسيس شركة BitInstant الناشئة التي توقفت لاحقاً، وهو عضو مؤسس في مؤسسة Bitcoin Foundation . في عام 2014 ، حُكم عليه بالسجن لمدة عامين بتهمة المساعدة على تشغيل أعمال غير مرخصة لتحويل مبالغ إلى سوق طريق الحرير .  وفي عام 2016 أطلق سراحه من السجن. في عام 2017 ، انضم إلى Jaxx وشغل منصب مدير العمليات فيها ، وأسس شركة الاستشارات CryptoIQ الخاصة بالعملات المشفرة.

## النشأة والتعليم
ولد ونشأ في بروكلين ، نيويورك .  وهو خريج مدرسة يشيفاه في فلاتبوش ،  تخرج من كلية بروكلين عام 2012 بدرجة بكالوريوس العلوم في الاقتصاد والتمويل.  وهو من أصل يهودي سوري .